# Norodom Ranariddh

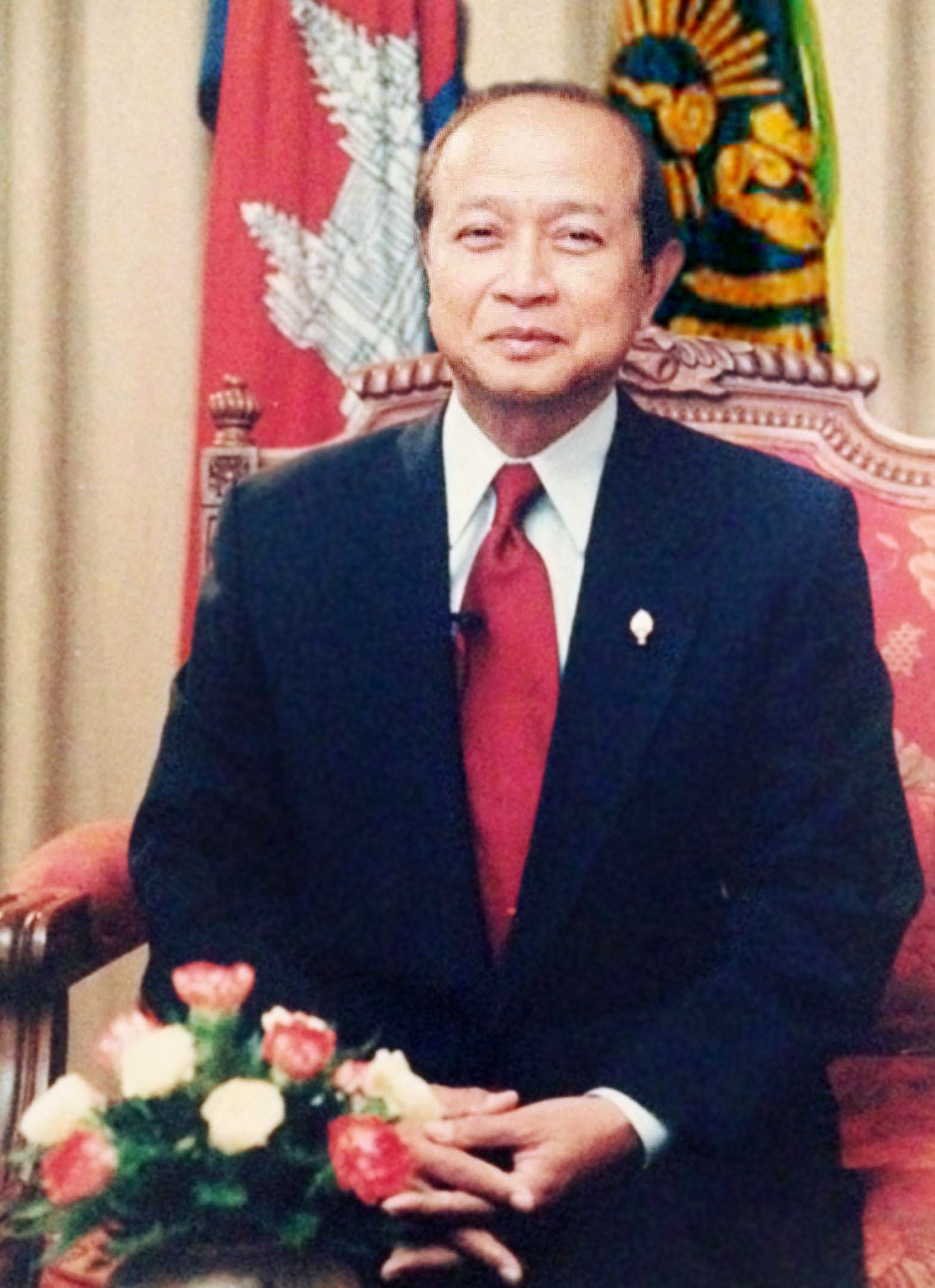
Norodom Ranariddh (2006)

Prinz Norodom Ranariddh (khmer នរោត្តម រណឫទ្ធិ; * 2. Januar 1944 in Phnom Penh; † 28. November 2021 in Frankreich) war ein kambodschanischer Politiker und Jurist. Er war der zweitälteste Sohn des früheren kambodschanischen Königs Norodom Sihanouk und ein Halbbruder von König Norodom Sihamoni. Ranariddh war Präsident der FUNCINPEC, einer kambodschanischen monarchistischen Partei. Nach der Restauration der Monarchie war er von Juli 1993 bis August 1997 erster Premierminister von Kambodscha und von 1998 bis 2006 Präsident der Nationalversammlung.

## Leben
Ab 1962 studierte Ranariddh öffentliches Recht an der Universität der Provence Aix-Marseille I im französischen Aix-en-Provence und schloss 1968 bzw. 1969 mit Bachelor und Master ab. 1970 kehrte er nach Kambodscha zurück und arbeitete im Innenministerium. Nach dem Putsch von Lon Nol gegen Norodom Sihanouk am 18. März 1970 wurde Ranariddh entlassen und floh in den Dschungel. 1971 wurde er zusammen mit mehreren Mitgliedern der Königsfamilie gefangen genommen und für sechs und 1972 nochmals für drei Monate inhaftiert. 1973 kehrte Ranariddh an die Universität der Provence zurück und promovierte 1975 mit einem Ph.D. Von 1976 bis 1979 arbeitete er am Centre national de la recherche scientifique (CNRS), um danach als Associate Professor an die Provence-Universität zurückzukehren, wo er Verfassungsrecht und politische Soziologie lehrte. 1983 kehrte er auf Bitten seines Vaters nach Kambodscha zurück, um in die Politik einzusteigen.
Norodom Ranariddh war in erster Ehe verheiratet mit Eng Marie, mit der er drei Kinder hatte. In zweiter Ehe war er mit Ouk Phalla verheiratet und hatte mit ihr zwei Söhne.
Am 17. Juni 2018 wurden Ranariddh und Ouk Phalla bei einem Verkehrsunfall schwer verletzt, Ouk Phalla starb kurz darauf an ihren Verletzungen. Die Familie Ranariddhs erhob den Verdacht, dass es sich beim Unfall um einen Anschlag gehandelt habe.

## Politische Laufbahn
1983 trat er der FUNCINPEC bei (frz. für Front uni national pour un Cambodge indépendant, neutre, pacifique, et coopératif). 1986 wurde er Stabschef und Oberbefehlshaber der nationalen Armee Sihanouks. 1989 wurde Ranariddh Generalsekretär der FUNCINPEC und im Februar 1992 deren Präsident. Als FUNCINPEC 1993 die kambodschanische Wahl gewann, bildete er mit der Kambodschanischen Volkspartei (CPP) eine Koalitionsregierung, die gemeinsam von zwei gleichzeitig amtierenden Premierministern geleitet wurde. Ranariddh wurde Erster Premierminister, Hun Sen von der CPP Zweiter Premierminister. Als Premierminister förderte Ranariddh namentlich wirtschaftliche Interessen in Kambodscha gegenüber Staatsoberhäuptern aus regionalen Ländern und gründete den Cambodian Development Council (CDC).

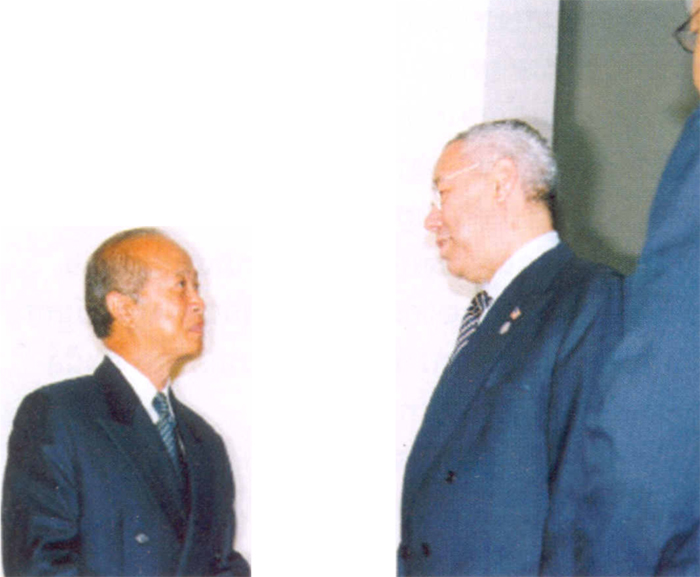
Ranariddh mit US-Außenminister Colin Powell in Phnom Penh, 2003

Anfang 1996 verschlechterten sich die Beziehungen zwischen Ranariddh und Hun Sen, als sich Ranariddh über die ungleiche Verteilung der Regierungsgewalt zwischen FUNCINPEC und CPP beklagte. Im Juli 1997 kam es zu blutigen Zusammenstößen zwischen der FUNCINPEC ergebenen und CPP-treuen Truppen, und Ranariddh musste nach Paris ins Exil flüchten. Darauf wurde er als Premierminister abgesetzt und durch Ung Huot ersetzt.
Im März 1998 kehrte er nach Kambodscha zurück und führte die FUNCINPEC bei der kambodschanischen Parlamentswahl an. FUNCINPEC verlor die Wahlen gegen die CPP, aber Ranariddh wurde, nachdem er anfänglich die Ergebnisse angefochten hatte, im November 1998 zum Präsidenten der Nationalversammlung gewählt. Ranariddh konnte den weiteren Abstieg der FUNCINPEC jedoch nicht verhindern, die bei der Parlamentswahl 2003 17 ihrer 43 Sitze verlor. Nachdem sein Vater im Oktober 2004 abgedankt hatte, wurde von Norodom Ranariddh aufgrund seiner Popularität erwartet, dass er diesem als König nachfolgen würde, was er aber ablehnte. Im selben Monat bestimmte er als Mitglied des neunköpfigen Thronrates Norodom Sihamoni zum neuen König.
Im März 2006 trat Ranariddh aus Protest gegen die Entlassung von zwei FUNCINPEC-Ministern durch Hun Sen als Präsident der Nationalversammlung zurück und begab sich nach Frankreich. Im Oktober 2006 wurde er auf Antrag des Generalsekretärs der FUNCINPEC, Nhiek Bun Chhay, von diesem als Parteipräsident abgelöst und von ihm wegen Unterschlagung angeklagt. Mitte November kehrte er nach Kambodscha zurück und kündigte die Gründung einer eigenen Partei an, worauf er am 12. Dezember 2006 zusammen mit zwei Unterstützern aus dem Parlament ausgeschlossen wurde, seine parlamentarische Immunität verlor und umgehend von seiner Ehefrau wegen Ehebruchs, gestützt auf ein neu erlassenes Gesetz, angeklagt wurde. Er schloss sich der relativ unbedeutenden Khmer National Front Party (KFP) an, die im November 2006 in Norodom-Ranariddh-Partei (NRP) umbenannt wurde und Ranariddh zu ihrem Präsidenten wählte.

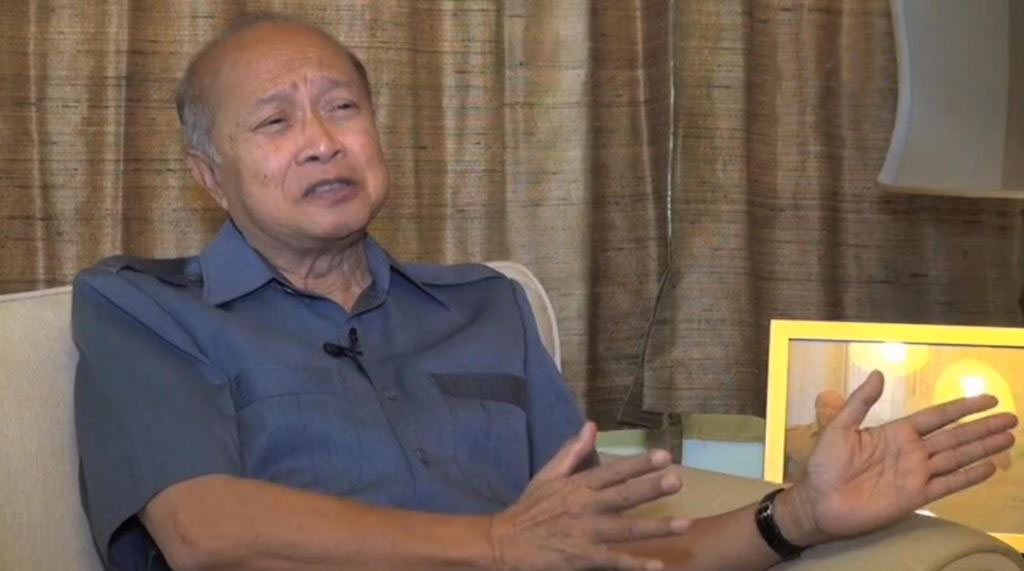
Norodom Ranariddh im Gespräch mit Journalisten von Voice of America im Februar 2014

Im März 2007 floh er abermals ins Exil, diesmal nach Malaysia, nachdem er eine Verurteilung wegen Unterschlagung hatte befürchten müssen. Er wurde zu 18 Monaten Haft verurteilt. Im November 2007 schlug er aus dem Exil eine Fusion seiner Partei mit der Sam-Rainsy-Partei und der Menschenrechtspartei von Kem Sokha vor, was diese aber ablehnten. In der Parlamentswahl vom Juli 2008, bei der die FUNCINPEC von 26 auf 2 Sitze einbrach, gewann die NRP zwei Sitze, beschuldigte aber das National Election Committee zusammen mit der Sam-Rainsy- und der Menschenrechtspartei, die ebenfalls zwei bzw. drei Sitze gewonnen hatten, der Irregularitäten. Ranariddh ließ die Anschuldigung fallen und akzeptierte das Wahlergebnis, nachdem Hun Sen im Gegenzug mit dem König eine Begnadigung für Ranariddh ausgehandelt hatte. Nach dieser kehrte Ranariddh im September nach Kambodscha zurück und kündigte seinen Rückzug aus der Politik an. Ende 2010 forderten ihn NRP- und FUNCINPEC-Führer zur Rückkehr in die Politik auf mit dem Ziel einer Fusion der beiden Parteien und dem Angebot, Präsident der fusionierten Partei zu werden. Nach anderthalb Jahren Verhandlungen platzte eine entsprechende Vereinbarung, als Nhiek Bun Chhay Ranariddh vorwarf, andere Oppositionsparteien zu unterstützen. Darauf erklärte Ranariddh erneut seinen Rückzug aus der Politik und trat als Präsident der NRP zurück. Die Partei wurde in der Folge Ende 2012 in die FUNCINPEC fusioniert.
Im März 2014 kehrte Ranariddh abermals in die Politik zurück und lancierte die Community of Royalist People’s Party (CRPP), was ihm den Vorwurf von Sam Rainsy einbrachte, damit die Opposition zugunsten der CPP schwächen zu wollen. Ende 2014 forderte Hun Sen Ranariddh auf, zur FUNCINPEC zurückzukehren. Im Januar 2015 löste Ranariddh die CRPP auf, kehrte zur FUNCINPEC zurück und wurde wieder zu deren Präsidenten gewählt.
Im November 2017 kehrte er als Mitglied in das Parlament zurück, nachdem 41 der 55 Sitze der aufgelösten Nationalen Rettungspartei Kambodschas der FUNCINPEC zugesprochen worden waren. Bei der Wahl 2018 erhielt die CPP sämtliche 125 Sitze der Nationalversammlung, womit die FUNCINPEC nicht mehr im Parlament vertreten ist.